# کاندموراگولا
کاندموراگولا (به لاتین: Kandemoragolla) یک منطقهٔ مسکونی در سری‌لانکا است که در استان مرکزی (سری‌لانکا) واقع شده‌است.